# Ringwood (Illinois)
Ringwood – wieś w Stanach Zjednoczonych, w stanie Illinois, w hrabstwie McHenry.